# Trox uenoi
Trox uenoi är en skalbaggsart som beskrevs av Shuhei Nomura 1961. Trox uenoi ingår i släktet Trox och familjen knotbaggar. Utöver nominatformen finns också underarten T. u. matsumurai.